# Цюрупа Павло Андрійович
Павло́ Андрі́йович Цюру́па (18 серпня 1927 — 30 грудня 2010) — радянський державний діяч, кандидат економічних наук, заслужений працівник транспорту України, почесний працівник морського флоту, багаторічний працівник Чорноморського морського пароплавства, 58-й мер міста Одеси. Почесний громадянин міста Одеси, Нового Орлеана та Чикаго.

## Біографія
Павло Андрійович Цюрупа народився 18 серпня 1927 року. Випускник Одеського інституту інженерів морського флоту.
Трудову діяльність  розпочав у Чорноморському морському пароплавстві у якості заступника керівника пароплавства. У ті часи відповідав за берегову інфраструктуру усього півдня Радянського Союзу, зокрема, Туапсе, Сочі, Поті, Батумі. Також керував та відповідав за роботу морських портів на Азовському та Чорному морі. На той час пароплавство швидко розвивалося: кількість флоту швидко збільшувалася, будувалися та розвивалися порти, будувалися заводи, помешкання, клуби тощо.
У 1962 році  був обраний депутатом Одеської міської ради та годом його було обрано головою виконавчого комітету Одеської міської ради депутатів трудящих. У свої 35 років, моряк розробив у місті велику будівельну індустрію. За роки його управління містом поліпшилася газифікація, поліпшилося забезпечення міста питною водою, було укріплено узбережжя, озеленено вулиці та морські схили, було закладено нові парки та сквери, а також мікрорайони. Зокрема, почалася забудова Аркадії та Селища Котовського. Намагався змінити методи керівництва містом, але так і не зміг. Саме через це він через два роки подав у відставку.
Через кілька місяців після відставки повернувся до ЧМП. Згодом його було звільнено з посад члена виконавчого комітету міської ради. Згодом, Цюрупа поступив на факультет економістів-міжнародників Академії зовнішньої торгівлі СРСР. Міністерство морського флоту СРСР рекомендувало Павла Андрійовича на навчання, для роботи в ООН, у департамент, який мав займався розвитком промисловості у країнах третього світу. Однак, пост, який мав зайняти Цюрупа було віддано Югославії. Але міністерство відправила Павла в Єгипет, який на той час знаходився, майже, у стані війни. Там Павло Андрійович провів три роки.
У 1974 році Цюрупа повернувся до Одеси, до  ЧМП. Під його керівництвом було засновано контейнерне виробництво в Іллічівську (нині — Чорноморськ). А вже у 1978 році його було командировано у Сполучені Штати Америки, де Павло Андрійович здобув посаду голови представництва морських представництв країни, а також заступником голови «Amtorg Trading Corporation». СРСР на той час були необхідні великі поставки зерна, які Цюрупа мав забезпечувати, але через ввід радянських військ в Афганістан американці оголосили бойкот «країні Рад». Однак, Павлу Андрійовичу вдалося домовитися про поставки зерна. Саме через це Цюрупа отримав звання почесного громадянина міст Нового Орлеана, Чикаго, а також звання почесного капітану порту Нового Орлеану.
У 1982 році Цюрупа знову повернувся в Одесу, де очолив Всесоюзний інститут підвищення кваліфікації керівників та спеціалістів Міністерства морського флоту. А через п'ять років пішов на пенсію.
У 1984 році захистив дисертацію на здобуття наукового ступеня кандидата економічних наук.
Рішенням Одеської міської ради від 15 липня 2005 року Павлу Андрійовичу було присвоєно звання «Почесного громадянина Одеси».
П. А. Цюрупа помер 30 грудня 2010 року в м. Одеса.

## Нагороди
- Ордени Трудового Червоного Прапора (2), Дружби народів.
- Медалі.
- Почесне звання «Заслужений працівник транспорту України»
- Премія Ради МІністрів СРСР.